# Loose socks
Loose socks (jap. ルーズソックス rūzu sokkusu; dosłownie „luźne skarpety”) – rodzaj skarpet popularnych wśród japońskich dziewcząt.

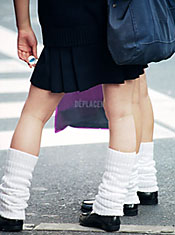
„Loose socks” w Japonii

Są niemal zawsze białe, bardzo długie, czasami nawet do 2 metrów długości i wyglądem przypominają getry. Najczęściej są noszone poniżej kolana i przytrzymywane przez specjalny przylepiec nazywany „klejem do skarpet”. 
Część dziewcząt na poziomie gimnazjum (jap. 中学校 chūgakkō) i liceum (jap. 高等学校 kōtōgakkō) nosi loose socks do mundurków szkolnych. Ponieważ niektóre szkoły zabraniają noszenia loose socks, uczennice zakładają je po lekcjach i noszą poza terenem szkoły. Moda ta trafiła również do szkół podstawowych (jap. 小学校 shōgakkō). 
Loose socks cieszą się dużym powodzeniem, bo uważa się, że noga dziewczyny wygląda w nich zgrabniej. W Japonii trend ten rozpoczął się w połowie lat 90., ale zainteresowanie nim na jakiś czas spadło, jednak od 2021 roku luźne skarpety znów stają się popularne wśród nastoletnich dziewcząt.
Są nieodzowną częścią kultury kogyaru.